# Заячковский, Тит Иосифович
Тит Иосифович Заячковский (укр. Тит Йо́сипович Заячкі́вський, 8 апреля 1846, Лопянка, ныне в Долинской общине, Ивано-Франковская область Украины — 25 сентября 1926, Дора, ныне часть Яремче, Ивано-Франковская область Украины) — украинский общественный и политический деятель, львовский судья, с 1895 по 1901 годы посол в Галицком краевом сейме.

## Биография
Окончил юридический факультет Львовского университета. Работал в судах городов Будзанов, Тысменица, Коломыя, Галич, во Львове работал в Высшем краевом суде и на таможне. Почётный гражданин городов Будзанов и Тысменица. После выхода на пенсию открыл адвокатскую канцелярию в Яблонове. Похоронен на Лычаковском кладбище во Львове.
Его отцом был греко-католический священник Иосиф Заячковский. Дети: Роман, комиссар Коломыи от имени ЗУНР в годы Гражданской войны; Мирон, руководитель Компартии Западной Украины.